# Afzelia
Afzelia ist eine Pflanzengattung in der Unterfamilie der Johannisbrotgewächse (Caesalpinioideae) innerhalb der Familie der Hülsenfrüchtler (Fabaceae). Die etwa 14 Arten sind im tropischen Asien und Afrika beheimatet.

## Beschreibung

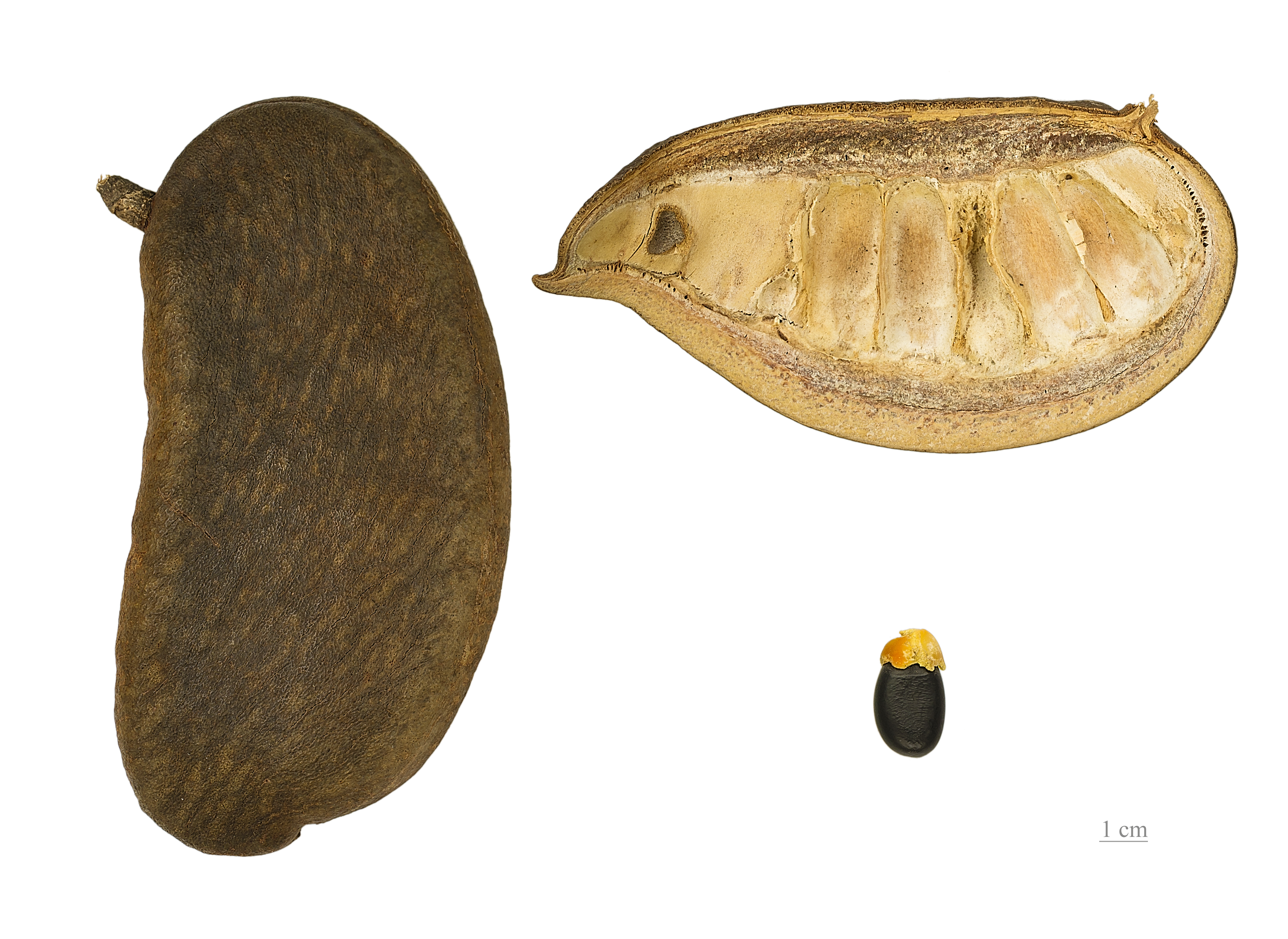
Frucht und Samen von Afzelia africana

Afzelia-Arten wachsen als Bäume. Die wechselständigen, gestielten Laubblätter sind paarig gefiedert mit wenigen Paaren von Fiederblättchen. Die winzigen Nebenblätter fallen früh ab.
Die endständigen, rispigen Blütenstände enthalten mehr oder weniger haltbare, etwas dicke, eiförmige, ungefärbte Trag- und Deckblätter. Die gestielten Blüten sind zwittrig mit doppelter Blütenhülle. Es ist ein becher- bis trichterförmiger Blütenbecher und vier ledrige Kelchblätter vorhanden. Es ist nur ein großes, genageltes Kronblatt erkennbar, mit verkehrt-eiförmiger bis halbkreisförmiger und teils zweilappiger Platte; die anderen Kronblätter sind höchstens rudimentär vorhanden. Es sind sieben bis acht fertile Staubblätter vorhanden. Die langen Staubfäden sind an ihrer Basis teilweise verwachsen oder frei. Die Staubbeutel sind eiförmig oder länglich. Die zwei oder drei Staminodien sind klein. Der einzige, teils lang bzw. gynophor, gestielte und mittel- bis oberständige Fruchtknoten enthält wenige bis viele Samenanlagen. Der lange Griffel endet in einer kopfigen, kleinen Narbe.
Die leicht abgeflachte Hülsenfrucht ist mehr oder weniger länglich, holzig, dick, zweifächerig, und septiert zwischen den Samen. Die eiförmigen bis länglichen Samen, mit einem Arillus, besitzen zwei fleischige, mehr oder weniger flache Keimblätter (Kotyledonen) und einen geraden Embryo, aber kein Endosperm.

## Nutzung

### Heilmittel
In Teilen Nordnigerias werden etwa 23 Baumarten traditionell zu Heilmitteln verarbeitet, darunter Afzelia africana als Mittel gegen Fehlgeburten. Auch zur Behandlung von Durchfall, Magen-Darm-Erkrankungen und Gonorrhoe und anderen Beschwerden wird die Baumrinde verabreicht.
Wässrige Rindenextrakte der Afzelia africana wirkten in Versuchstieren antidiabetisch (antihyperglycämisch) und zeigten hämatologische Effekte. Andere Untersuchungen weisen auf bakteriostatische und entzündungshemmende Eigenschaften hin.

### Holz

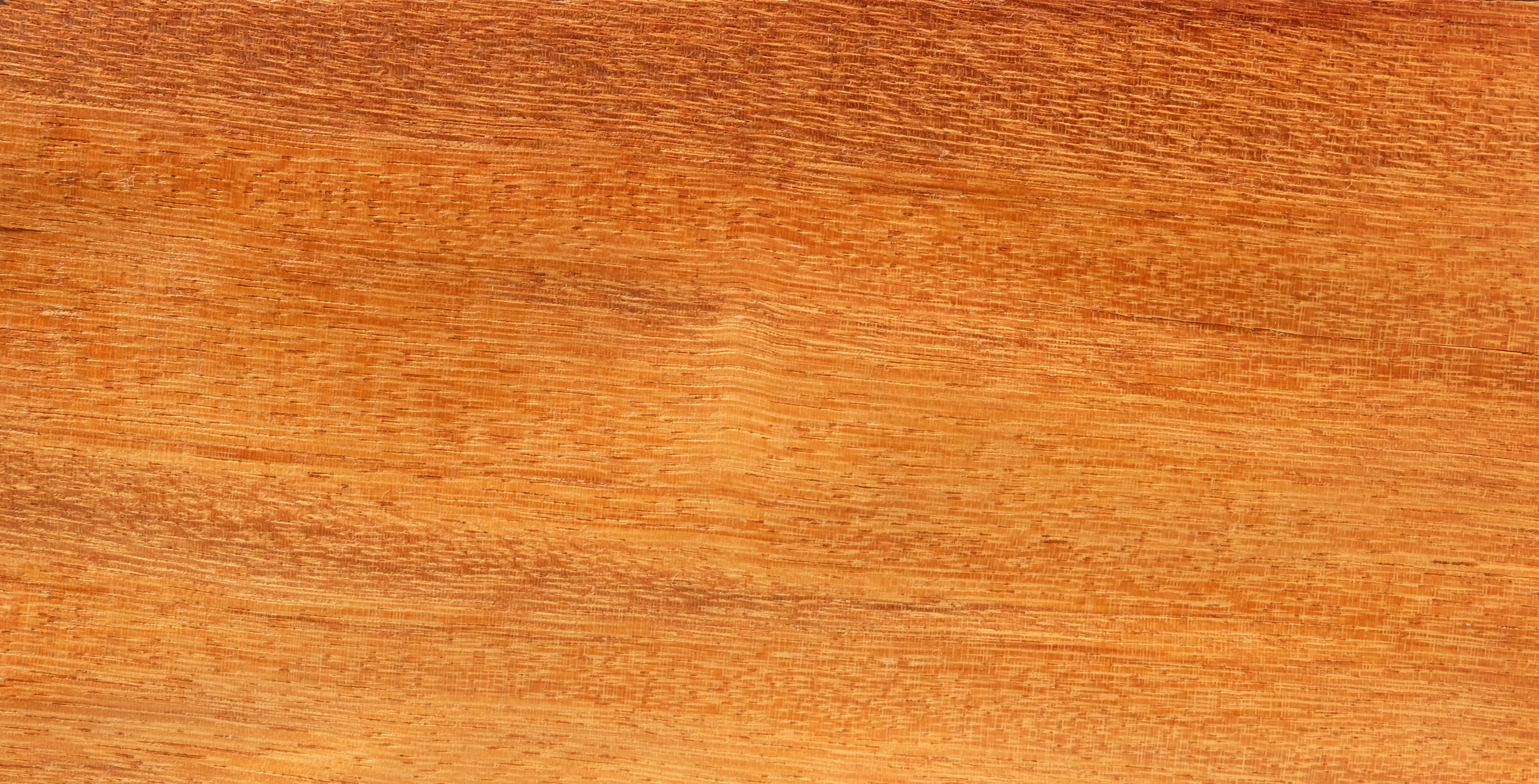
Afrikanisches Afzelia-Holz (Doussié)

Das Doussié, Edelkirsche oder Brillantkirsche genannte Holz der westafrikanischen Arten ist gegenüber Pilzen sehr resistent. Verwendet werden hauptsächlich 7 Afzelia-Arten zur Holzgewinnung: Afzelia africana, Afzelia bella, Afzelia bipindensis, Afzelia pachyloba, Afzelia parviflora, Afzelia peturei und Afzelia quanzenis.
Seine hohe Dichte bedingt eine Härte, deutlich höher als die von Teakholz oder Eiche, sowie eine gute Wärmeleitfähigkeit, so dass sich das Holz besonders als Belag für beheizte Fußböden eignet. Außer als Parkett findet es Verwendung bei Treppen, Türen und Fenstern, bei Tischen und im Bootsbau. Das Holz ist zunächst von gelblicher bis hellbrauner Farbe und färbt sich später rötlich-braun nach. Es muss langsam getrocknet werden, sonst verzieht es sich. Wie Teak und das in Eigenschaften, Farbe und Struktur sehr ähnliche Merbau ist es widerstandsfähig gegen Pilze und Insekten und benötigt daher keinen besonderen Schutz.
Auch Radrennbahnbauer verwenden Afzelia wegen des geringen Reibungswiderstands und der Beständigkeit als Bahnbelag für offene Radrennbahnen, wie beispielsweise für das Olympia-Velodrom in Rom 1960.
Allerdings ist die forstwirtschaftliche Kenntnis von Afzelia wenig entwickelt, weshalb diese Holzarten nur selten Verwendung finden.

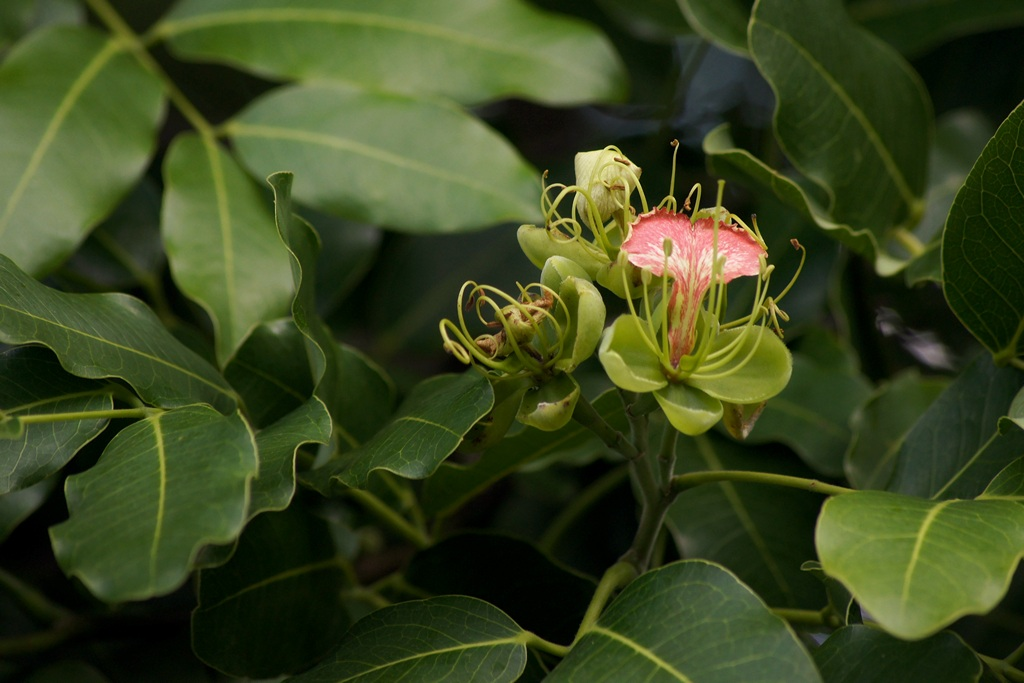
Afzelia quanzensis

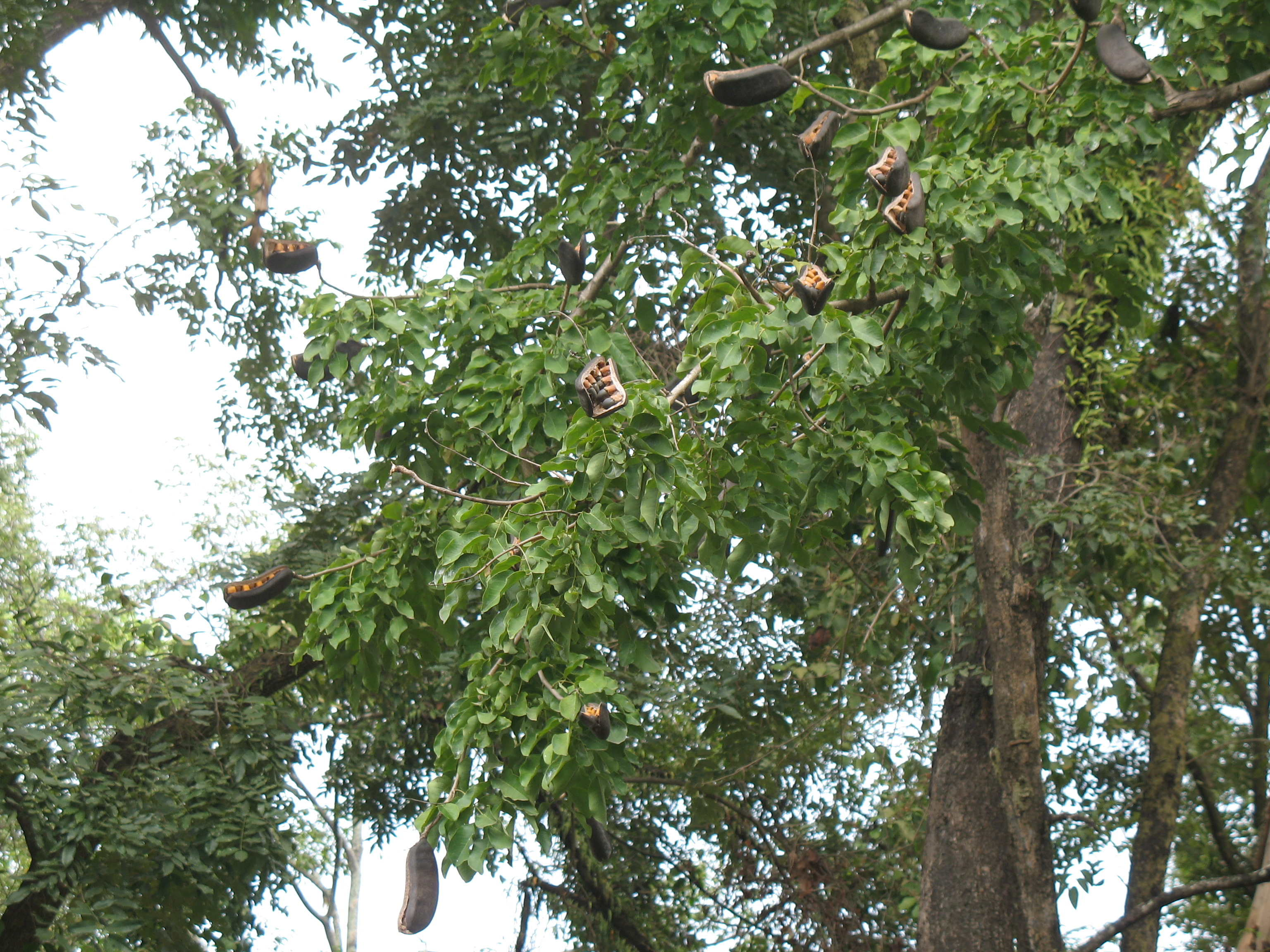
Afzelia xylocarpa

## Systematik
Die Gattung Afzelia gehört zur Tribus Detarieae in der Unterfamilie Caesalpinioideae innerhalb der Familie der Fabaceae. Die Erstveröffentlichung von Afzelia erfolgte 1798 durch James Edward Smith in Transactions of the Linnean Society of London, Band 4, S. 221. Ein Synonym für Afzelia J.E. Smith ist Pahudia Miquel.
Der Gattungsname Afzelia ehrt den schwedischen Botaniker Adam Afzelius.
Es gibt 11 bis 14 Afzelia-Arten:
- Afzelia africana Sm. ex Pers.: Ihr Holz wird Lingué, Doussié oder Apa genannt. Sie kommt im tropischen Afrika vor.[10]
- Afzelia bella Harms: Sie kommt im tropischen Afrika vor.[10]
- Afzelia bipindensis Harms: Ihr Holz wird Lingué, Doussié oder Apa genannt. Sie kommt im tropischen Afrika vor.[10]
- Afzelia bracteata Vogel ex Benth.: Sie kommt im tropischen Westafrika vor.[10]
- Afzelia pachyloba Harms: Ihr Holz wird Lingué, Doussié oder Apa genannt. Sie kommt in Kamerun, Gabun, Nigeria und im Kongogebiet vor.[10]
- Afzelia peturei De Wild.: Sie kommt in Sambia und in der Demokratischen Republik Kongo vor.[11]
- Afzelia quanzensis Welw.: Ihr Holz wird Doussié, Chanfuta oder Pod Mahagoni genannt. Sie kommt im tropischen und im südlichen Afrika vor.[10]
- Afzelia rhomboidea (Blanco) S.Vidal: Sie kommt in Indonesien, in Malaysia und auf den Philippinen vor.[10]
- Afzelia xylocarpa (Kurz) Craib: Ihr Holz wird Makamong genannt. Die Heimat ist China, Kambodscha, Laos, Myanmar, Thailand und Vietnam.[10]

Nicht mehr zu dieser Gattung wird gerechnet:
- Afzelia palembanica (Miq.) Baker  =>  Intsia palembanica Miq.[10]